# Pierre de Brézé
Pierre de Brézé (1412 – Montlhéry, 16 luglio 1465) è stato un militare francese, gran siniscalco d'Angiò, Poitou e Normandia.

## Biografia
Pierre de Brézé aiutò Carlo VII a cacciare gli inglesi dalla Francia alla fine della guerra dei Cent'anni, con la presa di Verneuil, il 9 luglio 1449. Partecipò alle azioni di Georges de la Trémoille a seguito della cosiddetta rivolta della Praguerie. Nel 1461 venne licenziato dal nuovo re Luigi XI, che era stato irritato dalla presenza accanto a lui della favorita del padre, Agnès Sorel; tuttavia il fare sospetto del duca Francesco II di Bretagna preoccupò Luigi XI, che nominò Brézé gran siniscalco e capitano di Rouen nel 1464 affidandogli la difesa della Normandia.
Pierre de Brézé morì combattendo nella battaglia di Montlhéry, durante la guerra del bene pubblico. 
La sua tomba, in stile gotico fiammeggiante della fine del XV secolo, si trova nella cappella della Madonna nella cattedrale di Rouen. Insieme a lui è sepolta la moglie Jeanne du Bec-Crespin, e vicino a loro si trova la tomba del loro nipote Louis. 
Pierre fu il padre di Giacomo di Brézé e nonno del sopraccitato Louis de Brézé.